# Брат Джонатан

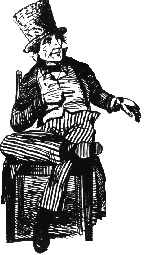
Малюнок Томаса Нафта

Брат Джонатан (англ. Brother Jonathan) — персонаж фольклору США, створений в період Війни за незалежність (1776—1783) і є персоніфікацією Нової Англії.
У політичних карикатурах та патріотичних плакатах за межами Нової Англії персонаж звичайно зображувався одягненим в смугасті штани, темне пальто та капелюх-циліндр.
Образ Брата Джонатана імовірно походить від Джонатана Трамбала (1710—1785) — губернатора Коннектикуту, соратника Джорджа Вашингтона під час Війни за незалежність та одного з головних постачальників армії патріотів. Нібито Джордж Вашингтон, коли йому ставили важкі запитання про військові перспективи, говорив «Я повинен порадитися з Братом Джонатаном». Однак ця теорія сумнівна, оскільки жоден сучасник Вашингтона та Трамбала не згадує про подібне, сама ж ця версія вперше зустрічається в письмових джерелах середини XIX століття, тобто значно пізніше смерті обох.
Образ Брата Джонатана був дуже популярним серед американців Нової Англії в період з 1783 по 1815, коли й став персоніфікацією цієї місцевості. Під час війни 1812 року виник образ Дядька Сема, який почав активно з'являтися в газетах в 1813—1815 та незабаром витіснив образ Брата Джонатана, який, однак, у Новій Англії досі має популярність.